# تلين القرنية
تَلَيُّنُ القَرْنِيَّة (بالإنجليزية: Keratomalacia)‏ هو اضطراب في العين ينتج عن نقص فيتامين أ، حيث يعتبر مهماً في الحفاظ على صحة الظَهائِر المتخصصة (كالقرنية والملتحمة).

## آلية الحدوث
الآلية الدقيقة لحدوث تلين القرنية لا تزال غير معروفة، ولكن فيتامين أ ضروري للحفاظ على الأسطح الظهارية المتخصصة من الجسم. نقص فيتامين (أ) يؤدي إلى تغيرات ضمورية في سطح الغشاء المخاطي العادي، مع فقدان للخلايا الكأسية واستبدال الظهارة الطبيعية بظهارة مٌقرنة طبقية حرشفية غير مناسبة. بالإضافة إلى انهيار وذوبان سدى القرنية مما يؤدي إلى تلين القرنية.
تصبح القرنية الناتجة مُعتمة تماماً، وهي واحدة من أكثر الأسباب شيوعاً للعمى في جميع أنحاء العالم، ولا سيما في البلدان النامية.